# ماكسيمو هرنانديز
ماكسيمو هرنانديز (بالإسبانية: Máximo Hernández)‏ (11 أغسطس 1945 بمدريد في إسبانيا - 22 مارس 2020) هو مدرب كرة قدم ولاعب كرة قدم إسباني في مركز الدفاع. لعب مع رايو فايكانو وريال سبورتينغ خيخون وسلتا فيغو ونادي إلدنس.

## وصلات خارجية
- ماكسيمو هرنانديز على موقع قاعدة بيانات كرة القدم.إي يو (الإنجليزية)
- ماكسيمو هرنانديز على موقع Soccerway.com (الإنجليزية)
- ماكسيمو هرنانديز على موقع عالم كرة القدم.نت (الإنجليزية)